# Liste des routes nationales de la République centrafricaine

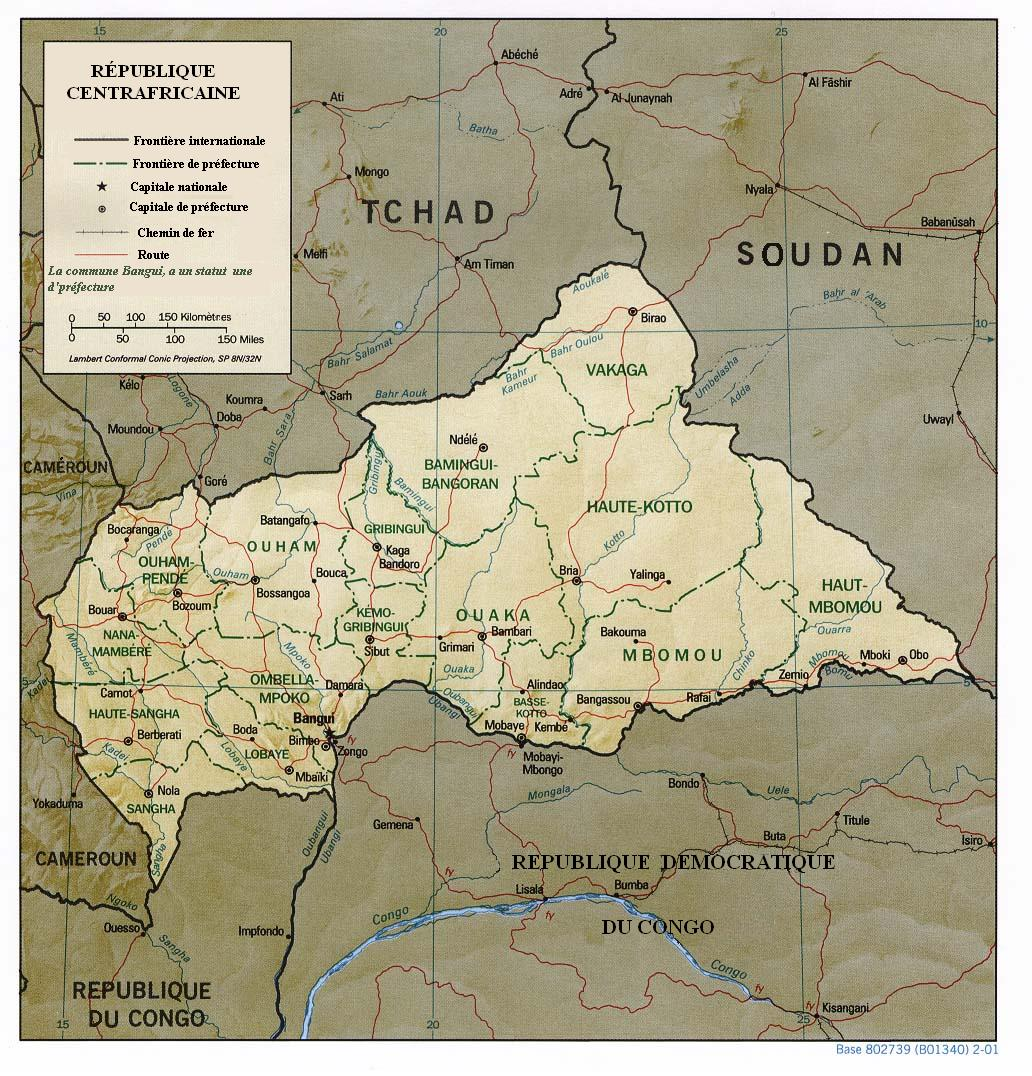
Carte de la République centrafricaine.

Cet article liste les routes nationales de la République centrafricaine,,.

## Galerie

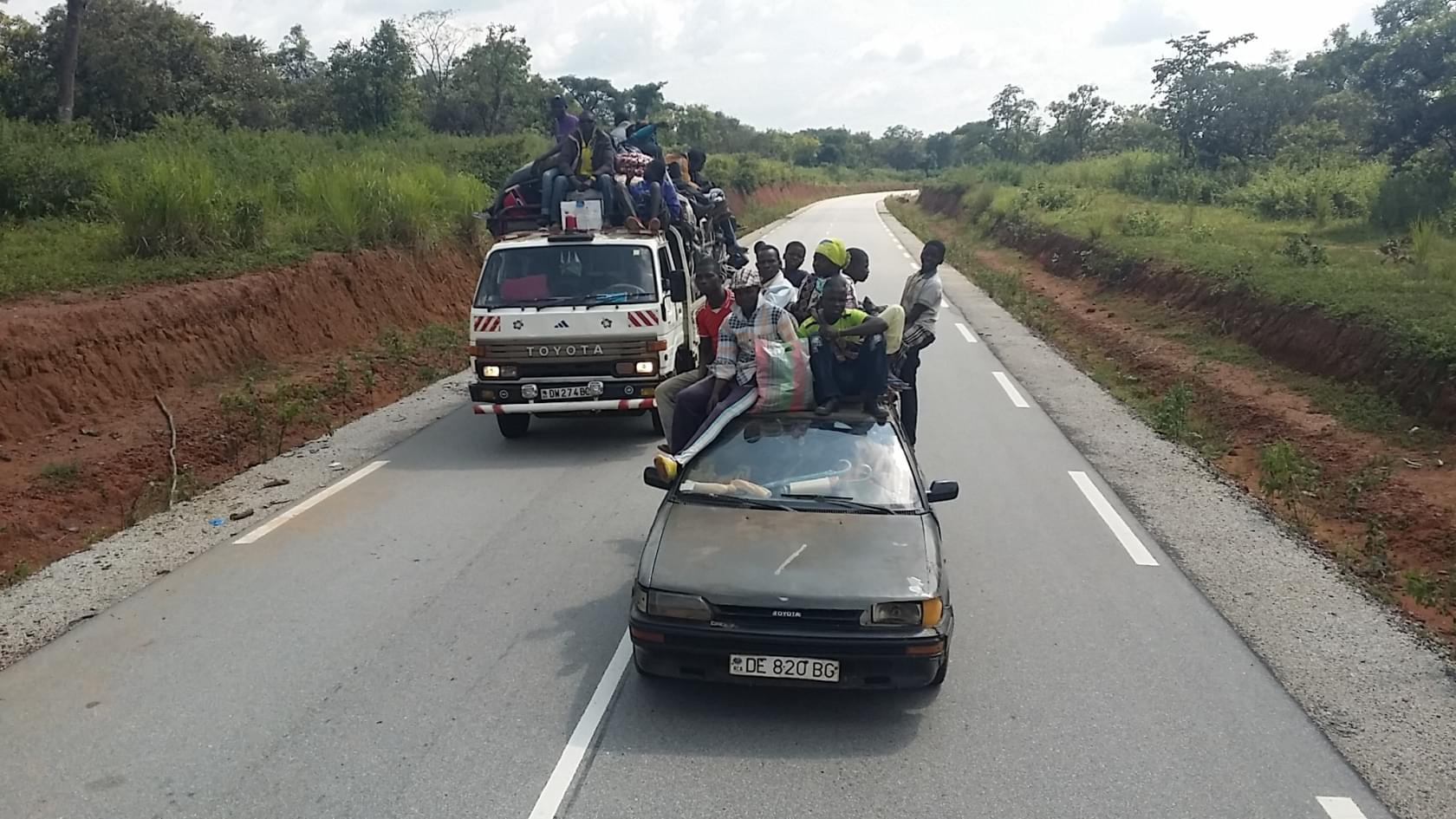
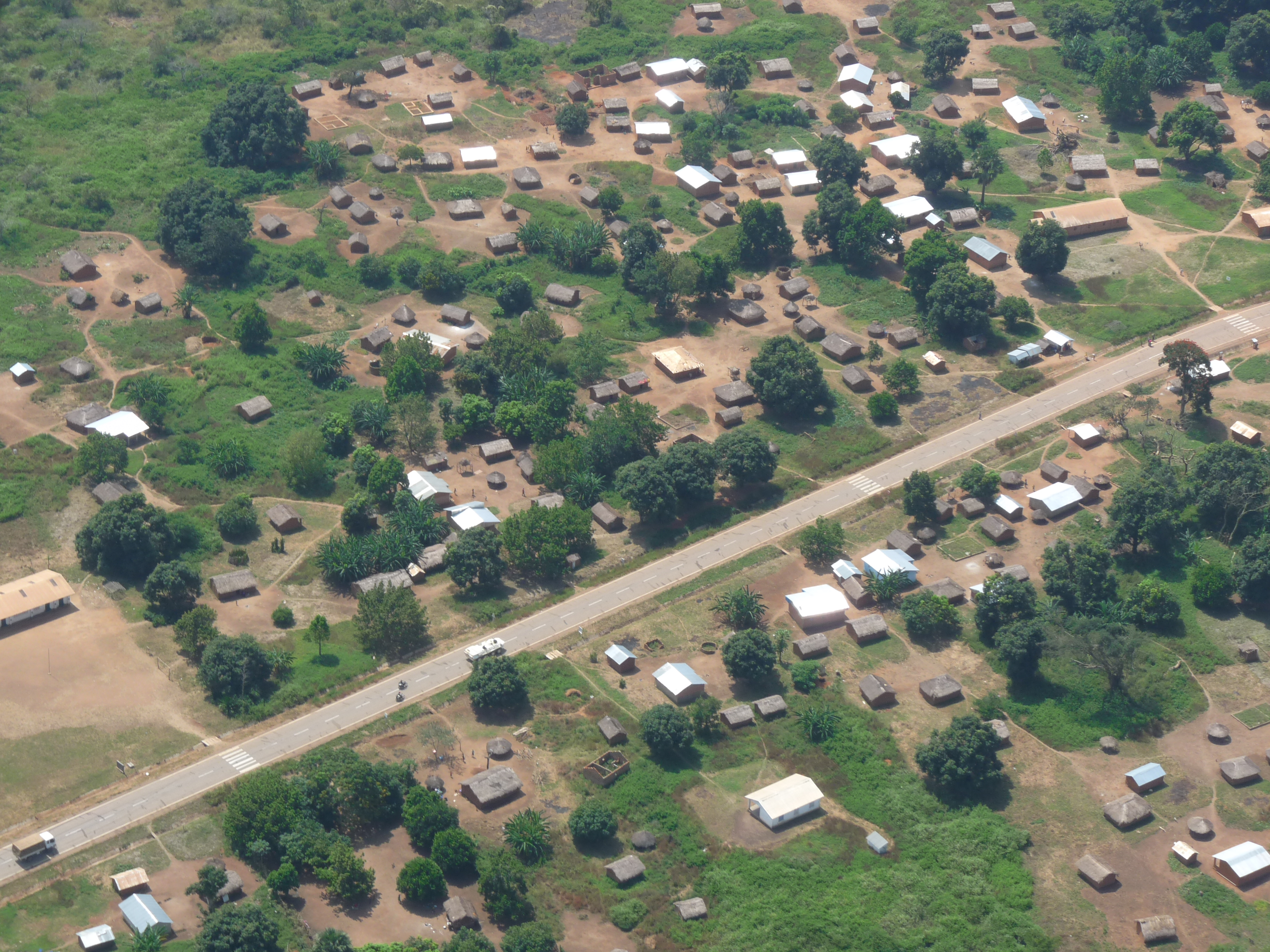
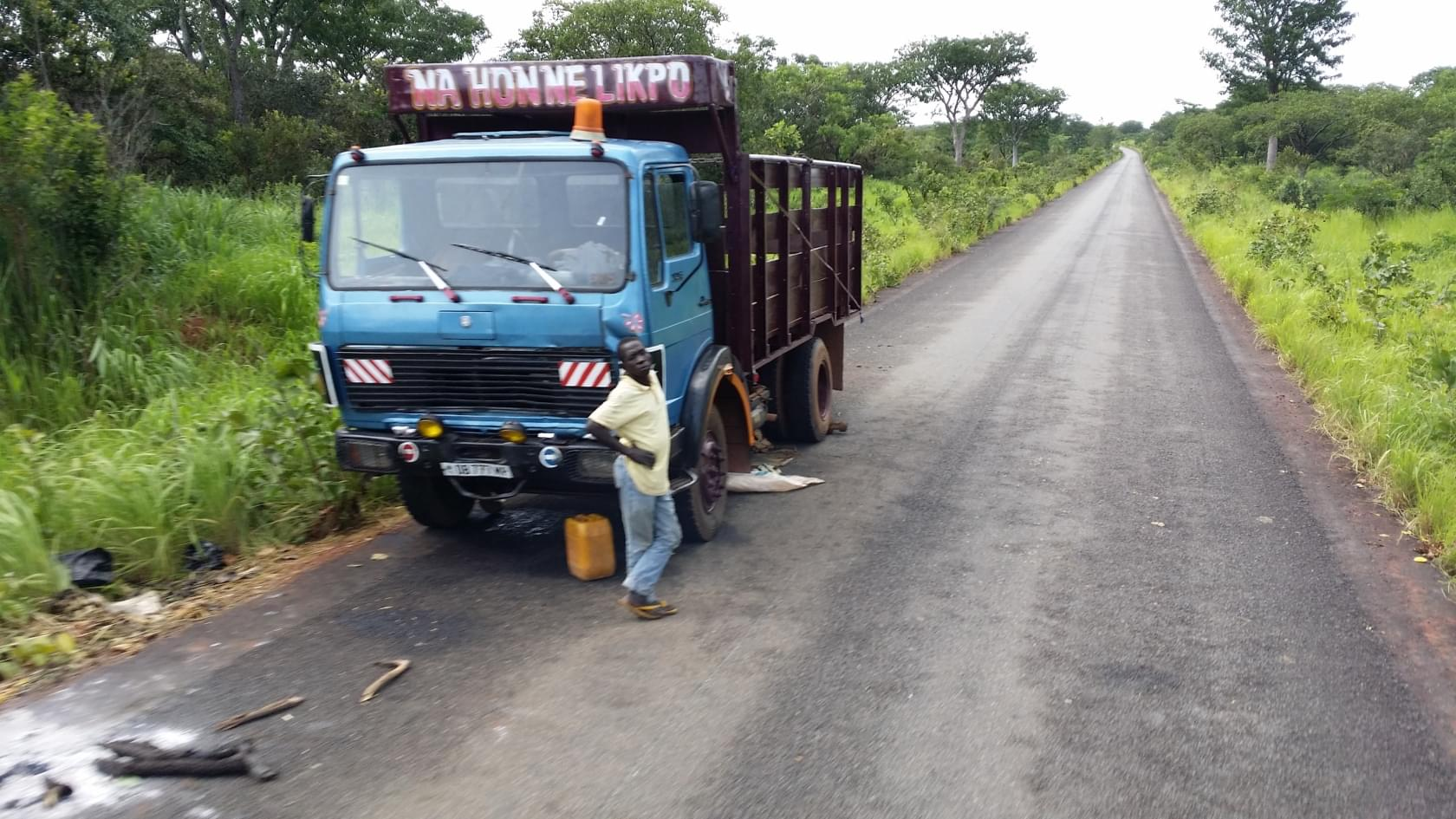
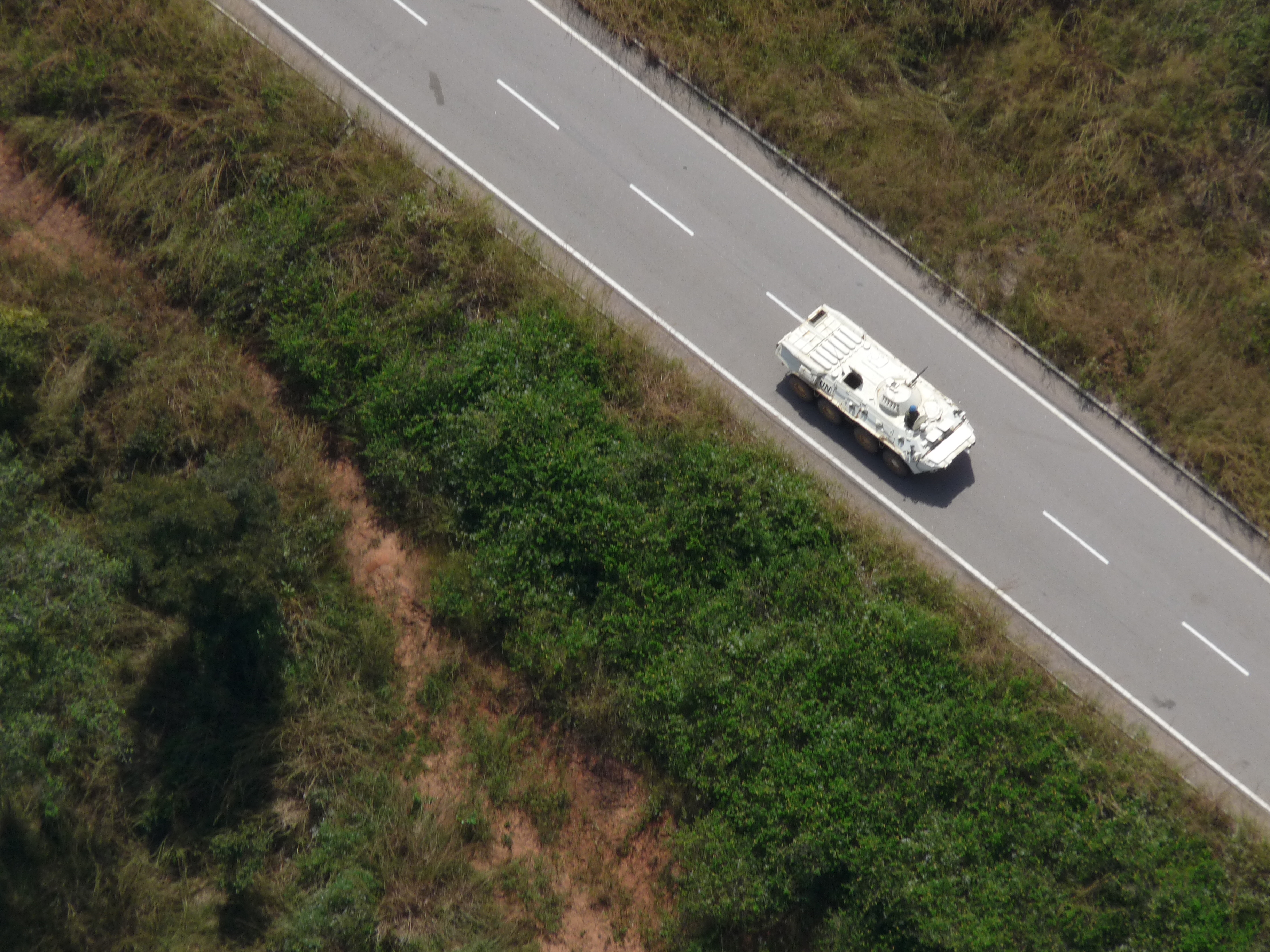

## Routes nationales
| N°  | Parcours | Longueur |
| --- | --- | -------- |
| N1  | Bangui (N2, N6) – Bossembélé (N3) – Bossangoa – Boguila – Tchad                                                                      | 490 km   |
| N2  | Bangui (N1, N6) – Damara (N4) – Sibut (N8) – Bambari (N5) – Kongbo (N9) – Bangassou – Rafaï – Zémio – Obo – Bambouti – Soudan du Sud | 1340 km  |
| N3  | Bossembélé (N1) – Baoro (N11) – Bouar – Baboua – Beloko – Cameroun                                                                   | 430 km   |
| N4  | Damara (N2) – Bouca – Batangafo – Kabo – Moyenne-Sido –Tchad                                                                         | 430 km   |
| N5  | Bambari (N2) – Ippy – Bria – Ouadda – Ouanda Djallé – Ouandja (N8) – Birao (N8)                                                      | 690 km   |
| N6  | Bangui (N1, N2) – Bobangui – Mbaïki – Boda – Carnot (N11) – Berbérati (RN 10) – Gamboula – Cameroun                                  | 600 km   |
| N8  | Sibut (N2) – Dékoa – Kaga-Bandoro – Mbrès – Bamingui – Ndélé – Gordil – Ouandja – Tronçon de la N5 – Birao – Am Dafok – Soudan       | 600 km   |
| N9  | Kongbo (N2) – Mobaye | 65 km    |
| N10 | Berbérati (N6) – Nola – Cameroun | 207 km   |
| N11 | Baoro (N3) – Carnot (N6) | 95 km    |